# Orde Wingate
Orde Charles Wingate (26 de fevereiro de 1903 – 24 de março de 1944) foi um general britânico, criador de forças de combate especiais durante a Guerra da Birmânia, na Segunda Guerra Mundial.
Wingate chegou ao Extremo Oriente em 27 de fevereiro de 1942, em pleno início da invasão japonesa do Sudeste Asiático. Promovido a coronel e enviado à Birmânia, foi incumbido de organizar uma unidade de guerrilha para a luta contra os invasores na selva birmanesa. Em princípio, estas unidades não surtiram o efeito desejado e ele transferido para a Índia.
De volta à Birmânia pouco tempo depois, o General Archibald Wavell, comandante de todas as forças aliadas no Sudeste Asiático, lhe deu o comando de três brigadas mistas, de britânicos e indianos, a qual ele treinou e preparou como uma unidade de guerrilha de penetração de longo alcance na retaguarda das linhas inimigas, chamadas de chindits ( baseado no nome de de um mítico leão birmanês, Chinthe). Wingate tentou endurecer e acostumar estes homens à luta em condições adversas da natureza, aclimatando-os às condições da selva, mantendo-os acampados nas florestas birmanesas durante a monção, a grande estação de chuvas que ocorre todo ano na região. O resultado foi um grande número de baixas devido a doenças, malária e pneumonia. Muitos deles tiveram que ser substituídos por integrantes de outras partes das forças armadas aliadas. 
Além disso, sua maneira direta e abrupta de tratar com seus colegas oficiais e superiores, junto com hábitos pessoais excêntricos, não o tornaram muito popular entre o comando: ele comia cebolas cruas e ao invés de tomar banho se esfregava com uma esponja de borracha para tirar o suor e a sujeira da mata. Entretanto, suas conexões políticas na Grã-Bretanha e o apreço que Wavell tinha por ele o protegiam de retaliações.

## Os chindits
A primeira operação comandada por Wingate em 1943 estava programada para ser uma ação em conjunto com as tropas do exército regular britânico. Quando a contra-ofensiva aliada na Birmânia foi cancelada pela falta de recursos, Wingate implorou a Wavell que permitisse que suas tropas entrassem no país assim mesmo, recebendo seu consentimento.

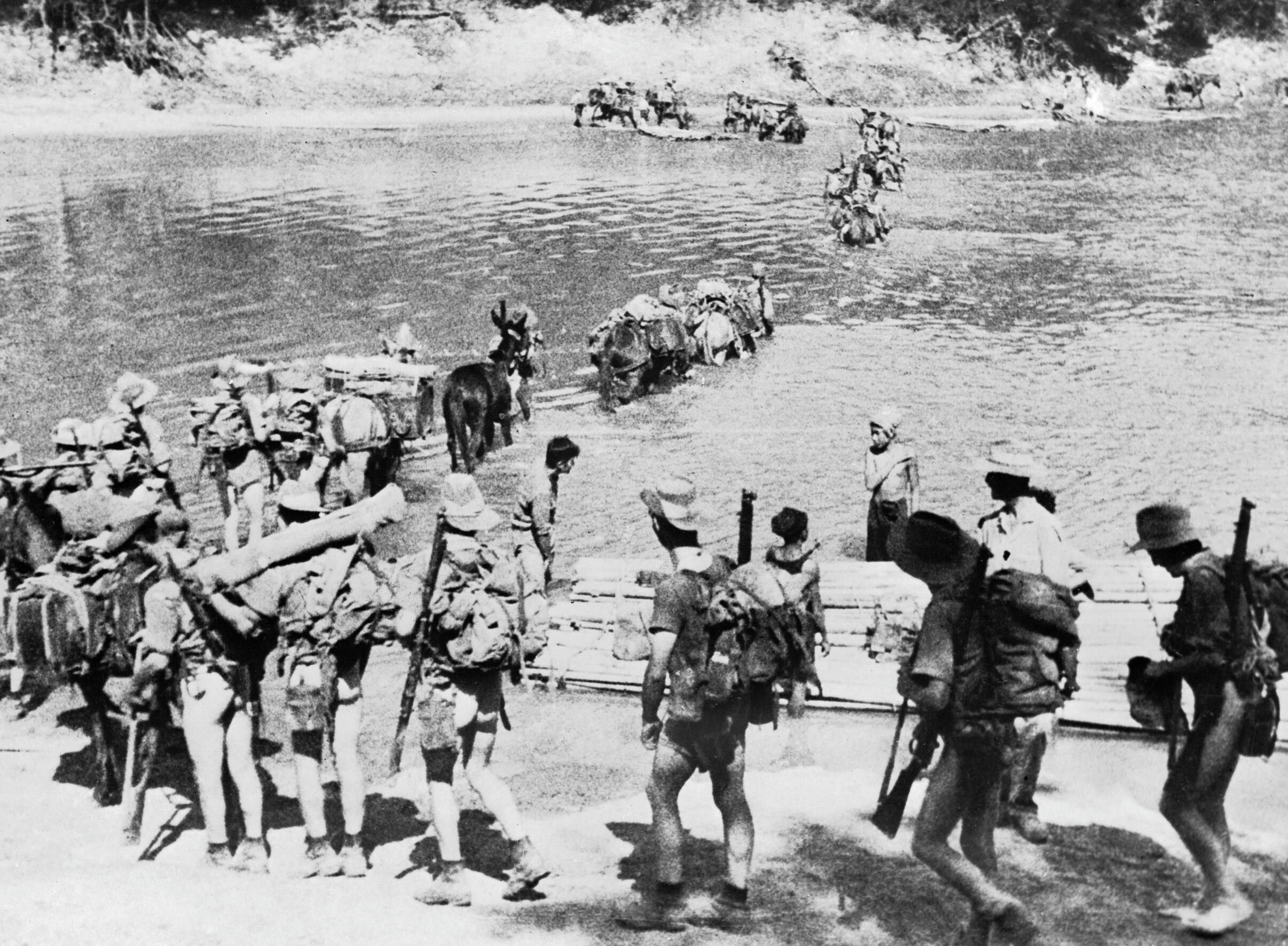
Coluna de chindits atravessa rio no interior da Birmânia, 1943.

Os chindits – um misto de soldados britânicos e indianos com treinamento especial de comandos de selva – entraram na Birmânia  em fevereiro de 1943, Inicialmente, a expedição teve sucesso, colocando fora de ação algumas ferrovias e canais de comunicação dos japoneses na retaguarda inimiga. Mas a medida que Wingate penetrava mais fundo na selva, cruzando o rio Irrawaddy, os japoneses conseguiram cercá-lo, cortar seu avanço e penetrar no meio de suas forças, separando-as. Diante da forte reação, eles foram obrigados a recuar, grupo a grupo, e voltar para o ponto de partida, o que foi feito em pequenos pelotões durante toda a primavera,  muitas vezes lutando para abrir caminho até a Índia, com pequenos destacamentos conseguindo voltar apenas através da China.
O grupo teve muitas perdas em homens e o valor de sua missão muito questionado, que desafortunadamente para os Aliados, deu aos japoneses a certeza que os britânicos eram capazes de penetrar em certas regiões da fronteira indo-birmanesa, ao contrário do que supunham, pois consideravam o adversário ainda batido e sem forças, o que os levou a preparar uma grande ofensiva contra a Índia.
De qualquer modo, a operação acabou, ainda assim, sendo considerada um sucesso perante a opinião pública e o governo em Londres, após uma longa série de desastres militares no sudeste asiático, mostrando que os britânicos e indianos poderiam lutar e vencer os japoneses na batalha nas selvas.
Em seu retorno, Wingate fez um relatório das operações em que ele novamente fazia críticas pesadas ao exército e e a seus métodos de combate e a alguns de seus próprios homens. O relatório andou por canais não usuais através de seus amigos na Inglaterra e chegou diretamente a Winston Churchill, que o convidou a ir a Londres. Imediatamente após sua chegada, o Primeiro-Ministro o integrou e à sua esposa na comitiva da delegação britânica à Conferência de Quebec, no Canadá, para a reunião de chefes de estado com os Presidentes Roosevelt e Chiang Kai-shek, onde ele explicou a Churchill e a diversos líderes militares suas idéias para as ações de penetração em linhas inimigas de seus comandos; com apoio aéreo e comunicação via rádio, algo novo em equipamento militar, isso permitiria a seus soldados estabelecerem bases em território inimigo, criando brechas nas defesas externas e aumentando o alcance das forças convencionais. Os líderes ficaram impressionados e missões de penetração profunda em larga escala foram aprovadas.
De volta à Índia, Wingate foi promovido provisoriamente a major-general e recebeu o comando de seis brigadas para planejar os próximos ataques. Porém, ao beber água contaminada durante a viagem ele contraiu febre tifóide, causando o retardamento do planejamento e dos treinamentos  para  a nova incursão de seus chindits.

## A missão final
O caráter desta operação de 1944 foi bastante diverso das missões do ano anterior. Seus objetivos eram mais ambiciosos tanto na quantidade de recursos disponíveis quanto na distância a ser percorrida. Os chindits deveriam estabelecer bases fortificadas no interior da Birmânia, a partir das quais eles conduziriam as operações contra o inimigo, estratégia imitada anos depois pelos franceses em Dien Bien Phu.
Em 6 de março de 1944, os chindits começaram a entrar na Birmânia lançados de pára-quedas e transportados por planadores para estabelecer bases no território ocupado pelos japoneses. Por sorte do destino, a operação começou no mesmo momento em que os inimigos lançaram um ataque contra a Índia, o que deu aos soldados de Wingate a oportunidade de atacá-los na retaguarda e nos flancos de seu avanço com missões localizadas, causando uma ruptura na ofensiva e obrigando parte das tropas japonesas a se desviarem do ataque principal ao território indiano.
Em 24 de março, o general Wingate deixou a Índia e voou até a Birmânia para vistoriar as condições em três bases estabelecidas por seus soldados no meio da selva. Na viagem de volta, o avião que o transportava colidiu com uma montanha causando sua morte e dos outros nove tripulantes e passageiros.

## Excentricidades
Wingate era conhecido por várias excentricidades. Por exemplo, muitas vezes ele usava um despertador no pulso, o qual às vezes tocava para mostrar que "o tempo estava passando", e tinha cebolas e alho crus em uma corda em volta do pescoço, que ele ocasionalmente mordia como um lanche (o motivo que ele costumava dar para isso era afastar os mosquitos). Muitas vezes ele andava sem roupa. Na Palestina, os recrutas estavam acostumados a vê-lo sair do chuveiro para dar ordens, vestindo apenas uma touca de banho e continuando a se esfregar com uma escova de banho. Às vezes Wingate comia apenas uvas e cebolas.
Lord Moran, médico pessoal de Winston Churchill, escreveu em seus diários que "[Wingate] parecia-me pouco sensato - no jargão médico um caso limítrofe [de loucura]." Da mesma forma, referindo-se ao encontro de Churchill com Wingate no Quebec, Max Hastings escreveu que, "Wingate provou ser um protegido de curta duração: um conhecimento mais próximo fez com que Churchill percebesse que ele era louco demais para um alto comando."
Esse é um tema comum, e as muitas idiossincrasias de Wingate são tomadas como sinais de loucura por seus detratores, sendo os mais vituperosos entre os historiadores Duncan Anderson e Julian Thompson.
O futuro Marechal-de-Campo Bernard Montgomery, que como comandante do norte da Palestina autorizou os SNS, disse a Moshe Dayan durante um encontro em 1966 que considerava Wingate "mentalmente desequilibrado e que a melhor coisa que ele já fez foi morrer em um acidente de avião em 1944".

## Historiografia
A personalidade excêntrica e obstinada de Wingate, sua reputação de ser difícil, a defesa da guerra irregular e seu sionismo levaram a avaliações fortemente opostas pelos historiadores. O historiador britânico Simon Anglim chamou Wingate de o general britânico mais controverso da Segunda Guerra Mundial, já que nenhum outro general britânico daquela guerra produziu interpretações tão polarizadas. As operações Chindit têm sido apresentadas como operações dispendiosas que nada conseguiram ou operações inspiradas que amarraram as tropas japonesas que poderiam ter sido usadas na invasão da Índia. Na Grã-Bretanha, as duas tendências opostas têm sido para os historiadores retratá-lo como uma figura mentalmente instável e delirante operando muito além de seu nível de competência, como nas obras oficiais de I.S.O. Playfair e Woodburn Kirby ou, alternativamente, como um visionário, um líder de homens conhecido por sua audácia, coragem e tenacidade, como nas obras de Charles Rolo, Bernard Fergusson, Wilfred Burchett e Leonard Mosley.
Em reação a seus detratores, vários amigos e ex-subordinados de Wingate, incluindo Sir Robert Thompson, o Major-General Derek Tulloch e os brigadeiros Michael Calvert e Peter Mead produziram livros em refutação, um processo que continuou na década de 1990 pelo historiador David Rooney. Conseqüentemente, a literatura se concentra em grande parte no tema de Wingate como “maverick”, o rebelde dissidente. As suas cinco biografias todos se concentram nesse tema, concentrando-se nas idiossincrasias de Wingate e suas batalhas com seus superiores e colegas mais do que discutir suas ideias militares ou avaliar seu verdadeiro significado histórico. São elas:
- Gideon Goes to War (1955), de Leonard Mosley.
- Orde Wingate (1959), de Christopher Sykes.
- Orde Wingate: Irregular Soldier (1995), de Trevor Royle.
- Wingate and the Chindits: Redressing the Balance (1995), de David Rooney.
- Fire in the Night (2000), de John Bierman e Colin Smith.

As tentativas de alcançar um equilíbrio entre as visões opostas de Wingate foram Orde Wingate and the Historians (Orde Wingate e os historiadores) por Peter Mead, Wingate and the Chindits (Wingate e os Chindits) por David Rooney e Orde Wingate por Christopher Sykes. A editora Osprey Publishing dedicou o número 20 da sua série Command a Wingate, com o título simples Orde Wingate em 2012, por Jon Diamond - com ilustrações de Peter Dennis. Na Etiópia, Wingate é lembrado como libertador da ocupação italiana. Em Israel, o papel de Wingate na criação e liderança dos Esquadrões Noturnos Especiais (SNS), que se tornou o protótipo das Forças de Defesa de Israel, fez dele um herói nacional, um homem celebrado por seu sionismo e coragem, nas palavras do historiador israelense Michael Oren uma "figura heróica, maior que a vida, a quem o povo judeu tinha uma dívida profunda e duradoura".
Os dois livros israelenses mais populares sobre Wingate, ambos escritos por veteranos dos SNS, foram In the Path of Fighters por Israel Carmi e Orde Wingate: His Life and Works por Avraham Akavia. Em contraste, os historiadores árabes retrataram Wingate de forma muito negativa como um rufião fanático que aterrorizou aldeias palestinas durante a Revolta Árabe. Nos últimos anos, os Novos Historiadores israelenses tiraram uma foto crítica de Wingate com Tom Segev chamando-o de "bastante louco, e talvez um sádico também" e um criminoso de guerra. Oren acusou Segev de difamar Wingate, argumentando que Segev "editou" relatos de contemporâneos para sugerir que Wingate estava presente em incidentes na Palestina quando ele estava em Londres na época.
Para os detratores de Wingate, o próprio Wingate era um charlatão carismático que devia seus sucessos à sua capacidade de cultivar amigos em altos cargos. No entanto, entre seus amigos e apoiadores, Wingate é lembrado como um gênio militar da mais alta ordem, cujas idéias desempenharam um papel decisivo não apenas na derrota do Japão no Sudeste Asiático, mas também em operações anteriores na Palestina e na Etiópia.

## Na cultura popular
Orde Wingate teve algumas aparições em filmes, séries e desenhos animados.
- Em 1976, a BBC produziu um drama de três partes chamado Orde Wingate, baseado em sua vida, no qual ele foi interpretado por Barry Foster. O programa foi feito com um orçamento limitado com ambientações reduzidas ou estilizadas. Ele não tentou contar a história completa de sua vida, mas apresentou episódios-chave de forma não linear, principalmente seu tempo na Palestina, mas incluindo a Birmânia. Foster reprisou seu papel como Wingate em um filme de TV de 1982 A Woman Called Golda.
- Uma versão ficcional de Wingate chamada "P.P. Malcolm" aparece no romance Exodus de Leon Uris, enquanto ele também aparece em outro romance de Leon Uris, The Haj. Além disso, em The Source, de James Michener, é feita uma referência à "Orde Wingate Forest", localizada em Israel no Monte Gilboa.
- "Wingate and Chindits" é um episódio da série documental de TV Narrow Escapes of World War II apresentado pela primeira vez nos Estados Unidos no Military Channel em 2012.
- Um episódio de The Real Adventures of Jonny Quest intitulado "AMOK" apresenta uma visão altamente ficcional do legado de Wingate em que sua morte foi "um pouco de uma charada ... e diabolicamente inteligente". Enquanto explora em Bornéu, o clã Quest se depara com um misterioso vale e uma vila nativa liderada por Orde Wingate II, um filho fictício do verdadeiro homem. Explica-se que durante a Segunda Guerra Mundial, Wingate atravessou o vale e fez amizade com os povos indígenas. Terminada a guerra e sabendo que as Forças Aliadas estavam perto de vencer no Pacífico, Wingate decidiu ficar quieto e viver o resto de sua vida pacificamente no vale, e assim fingiu o acidente de avião que levou à sua aparente morte. A fim de proteger o vale de intrusos, ele criou a identidade do Amok, uma criatura selvagem semelhante a uma preguiça e ao Pé Grande, baseada em um espírito guardião indonésio.